# ドルチェ・アモーレ
『ドルチェ·アモーレ』（原題: Dolce Amore）は、フィリピンのテレビドラマ。ABS-CBNで2016年2月15日から8月26日まで放送された。

## 登場人物
セレナ・マルケーザ・イバラ / モニカ・ウルトラ
演：ライザ・ソベラノ
シモン・ビセンテ「ジャッキー」イバラ
演：エンリケ・ヒル